# Iacob Sternberg
Iacob Sternberg (cunoscut și ca Iakov Sternberg; Iankev Sternberg; în idiș יעקבֿ שטערנבערג; în rusă Яков Штернберг; n. 18 aprilie 1890, Lipcani, gubernia Basarabia, Imperiul Rus – d. 10 aprilie 1973, Moscova, RSFS Rusă, URSS) a fost un evreu basarabean, poet-avangardist, eseist, dramaturg, regizor de teatru și teoretician al teatrului. A scris și regizat în idiș. A fost cunoscut mai ales pentru lucrările sale de teatru din România interbelică.

## Biografie
S-a născut și a crescut în târgul (ștetl) Lipcani (acum oraș din raionul Briceni, Republica Moldova) din ținutul Hotin, gubernia Basarabia a Imperiului Rus. Lipcaniul, care în a doua jumătate a secolului al XIX-lea produsese mai multe figuri majore ale literaturii moderne idiș și ebraice, printre care Iehuda Steinberg și Eliezer Steinbarg, a fost supranumit faimosul „Olimp basarabean” de către poetul Haim Nahman Bialik. A urmat o școală secundară rusă în Camenița, unde a fost coleg de clasă și prieten apropiat al viitorului scriitor idiș Moyshe Altman.
A debutat în 1908 cu un basm în ziarul Unzer Lebn în Odesa. A publicat poezii în colecțiile lui Reizen Fraye Erd (1910) și Dos Naye Land („Pământul nostru”, 1911). În anii 1910, a publicat poeziile în periodicele Hamer (Brăila), Frayhayt, Arbeter Tsaytung și Dos Naye Lebm (toate în Cernăuți), precum și în Gut Morgn (Odesa), Literarishe Bleter (Varșovia) și Tsayt (New York).
După anul 1914 s-a stabilit în România, la București. Aici s-a asociat cu revista de scurtă durată în limba idiș Likht („Lumina”), din care patru numere au fost publicate la Iași între decembrie 1914 și septembrie 1915. Likht „lupta” în acea perioadă pentru „renașterea vieții evreiești din România” și condamna „fundație slabă” a teatrului idiș ca o instituție comercială: „Scena idișă ar trebui să fie un loc de educație, de apropiere a evreilor prin cuvântul idiș... vom lupta împotriva acestei stări a lucrurilor [comerciale]”. Israil Bercovici considera adunările „literar-muzicale” sponsorizate de acea revistă drept „începutul teatrului idiș modern din România” și îl vedea pe Sternberg ca pregătind „calea” Trupei de la Vilna, o trupă de teatru idiș care a adus ideile lui Konstantin Stanislavski în România. Cu toate acestea, Sternberg a adoptat ca slogan „Înapoi la Goldfaden”, numindu-l pe Avram Goldfaden „prințul fermecător care a trezit letargica cultură evreiască română” când a fondat teatrul idiș profesional în 1876, la Iași. Sternberg scria în acea perioadă: „Singurul mediu care atrage marile mase evreiești este un teatru tradițional-cultural. Nici măcar un teatru literar... Din acel moment am creat un teatru social-politic, un teatru... [al evenimentelor curente] care cred că a fost, pe atunci, primul de acest gen în idiș”.
În anii 1917–1918, Sternberg și Iacob Botoșanschi au fondat împreună un teatru revue la București, pentru care au scris și produs nouă piese scurte, inclusiv Tsimes (denumit după tradiționalul fel de mâncare din legume), Bukaresht-Yerusholaim („București-Ierusalim”), In mitn drinen („Deodată”), Grine bleter („Frunze verzi”), Kukuriku, Sholem-Aleykhem („Bună ziua”) și Hershele Ostropoler („Hershel din Ostropol⁠(en)[traduceți]”). În 1917, ca răspuns la violența antisemită din acea perioadă din România și în alte părți din Europa de Est, a pus în scenă pasaje din Bialik. În 1920 a devenit redactor la Der Veker, organ oficial al secției evreiești a Partidului Socialist Român. În anii 1924–1926 a fost director pentru Vilner trupe. Cotidianul Adevărul scria la 23 august 1924, la scurt timp după sosirea trupei la București, că „O astfel de demonstrație de artă, chiar și pe o scenă mică, cum ar fi Jignița și chiar într-o limbă ca idișul, ar trebui să fie văzută de toți cei care sunt interesați de realizarea superioară a dramei”.
În 1930 a creat un teatru de studio de mare succes numit abreviat „BITS” („Bukareshter Yidishe Teater-Studiye”), găzduit în cartierul evreiesc de atunci, Văcărești, care a jucat un rol proeminent în dezvoltarea tendințelor moderne din teatrul european. BITS a pus în scenă lucrări ale lui Osip Dymov (Yashke-muzikant – „Iașka muzicianul”), Jacob Gordin, I.L. Peretz (Banakht afn altn mark – „O noapte pe piața veche”), Șalom Aleihem (Oytser – „Comoara” și cel mai faimos Der farkishefter shnayder – „Croitorul fermecat”), Leyb Malekh (Der Geler Shotn, 1935), Nikolai Gogol (Jenit'ba – „Căsătoria”), dar mai ales comedii muzicale cu elemente de grotesc, Yoshe Kalb de Israel Joshua Singer și propria sa piesă Teater in Flamen („Teatrul în flăcări”) pe tema războiului civil spaniol aflat în desfășurare. Sidi Tal a jucat în multe dintre aceste producții. Spectacolele au fost populare în rândul inteligenței bucureștene, iar Banakht Afn Altn Mark al lui Peretz, de exemplu, a fost jucată de peste 150 de ori. În acest timp, Sternberg a publicat prima sa colecție de poezie, la București în 1938. Pe măsură ce tendințele antisemite legionare au câștigat puterea la București, teatrul a plecat într-un turneu prelungit prin marile orașe europene și, în cele din urmă, Sternberg s-a mutat la Cernăuți, unde și-a continuat activitățile teatrale.
În 1939, Sternberg împreună cu Moyshe Altman s-au strecurat peste Nistru și au devenit cetățeni sovietici. Un an mai târziu, când Basarabia sa natală a fost ocupată de Uniunea Sovietică, el și cea mai mare parte a fostei sale trupe s-au stabilit la Chișinău, unde Sternberg a devenit director artistic al Teatrului Evreiesc de Stat din RSS Moldovenească și a pus în scenă, printre alte lucrările, Zyamke Kopatsh de M. Daniel și Motl Peysi Dem Khazns de Sholom-Aleichem („Motl Peysi, fiul cantorului”) cu Sidi Tal în rolurile băieților. În timpul războiului, el și teatrul său au fost evacuați în Uzbekistan, unde a lucrat pentru Comitetul Antifascist Evreiesc și a fost mobilizat într-o unitate de construcții paramilitară. După război, s-a întors la Chișinău și și-a reluat activitatea la Teatrul Evreiesc de Stat, unde a pus în scenă piesa Di Balade fun der Esesovke Brunhilde un ir hunt („Balada soldatului SS Brunhilde și câinele ei”) și a publicat poezie în almanahul Heymland (1948). A fost arestat în culmea campaniei staliniste împotriva „cosmopoliților fără rădăcini” (evrei) în primăvara anului 1949 și a trimis în lagăre de muncă pentru de 7 ani. La întoarcerea timpurie și reabilitare, 5 ani mai târziu, Sternberg s-a stabilit la Moscova și a lucrat ca traducător al operelor literare românești în limba rusă. A început să publice eseuri literare și poezie în nou-înființata Sovetish Heymland în 1961 și a devenit pe scurt membru al consiliului editorial al acesteia. Colecții de poezii ale sale au fost publicate la București și Paris, iar în traducerea ebraică a fost realizată de către Shlionsky și Penn în Israel cu ocazia împlinirii a 75 de ani a poetului. A murit de atac de cord în 1973, chiar în ziua în care a primit permisiunea de a pleca în Israel. Soția sa, compozitoarea Otilia Lihtenștein, a murit în același an. O colecție de eseuri literare ale lui Sternberg despre subiecte teatrale a fost publicată postum în Israel.